# Vinay, Isère
Vinay är en kommun i departementet Isère i regionen Auvergne-Rhône-Alpes i sydöstra Frankrike. Kommunen ligger i kantonen Vinay som tillhör arrondissementet Grenoble. År 2022 hade Vinay 4 449 invånare.

## Befolkningsutveckling
Antalet invånare i kommunen Vinay
Referens:INSEE

## Vänorter
- San Possidonio, Italien (2013)